# Glinka (Silésie)
Pour les articles homonymes, voir Glinka (homonymie).
Glinka est une localité polonaise de la gmina d’Ujsoły, située dans le powiat de Żywiec en voïvodie de Silésie.